# 安徽龍屬
安徽龍（屬名：Anhuilong）是來自中國安徽的一屬蜥腳下目馬門溪龍科恐龍。正模標本（編號AGB 5822）是個左前肢包括肱骨、尺骨和橈骨。任鑫鑫等人（2018）認為安徽龍與黃山龍互為姊妹群，而與該演化支最接近的物種是天府峨嵋龍。